# Moteur critique
Le moteur critique  d'un avion multimoteur, est celui dont la panne provoquerait les effets les plus pénalisants pour le pilotage de l'avion et ses performances.

## Description
Sur un avion équipé d'au moins deux moteurs à hélice (bimoteur) contrarotatives ou non, lorsque l'un des deux devient inopérant, il se produit un déséquilibre de la poussée exercée entre les côtés de l'appareil. Ce déséquilibre a des effets négatifs en plus de la perte de poussée du moteur en panne. Cependant, selon le sens de rotation de ce moteur et sa position à droite ou à gauche du fuselage, l'effet sur le comportement de l'avion diffère significativement. Comme expliqué ci-après, le moteur gauche d'un bimoteur à hélices classique (c'est-à-dire dont les deux hélices, vu de l'arrière, tournent en sens horaire) est généralement considéré comme étant le moteur critique.

## Facteurs déterminant la criticité du moteur

### Couple de lacet asymétrique

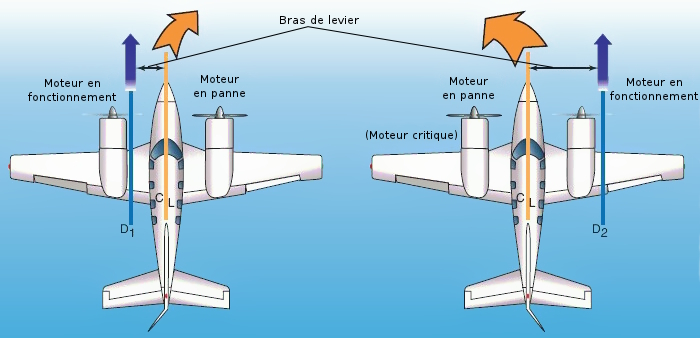
Détermination du moteur critique sur un bimoteur dont les hélices tournent en sens horaire

Lorsqu'un moteur tombe en panne, une force (couple) apparaît dont l'importance est fonction de la distance latérale séparant le centre de gravité (CdG) du vecteur de poussée du moteur en fonctionnement, multipliée par la poussée de ce dernier. L’effet de couple (lacet) tend à faire tourner l’avion du côté du moteur en panne, tendance que le pilote doit contrer au moyen des commandes de vol. Sous l’influence du facteur P, le moteur droit développe un vecteur de poussée dont la résultante est plus éloignée du CdG que celle du moteur gauche. La panne du moteur gauche provoquera un couple de lacet plus important au niveau du moteur droit en fonctionnement que dans le cas inverse. De ce fait, le pilote devra exercer un effort plus important sur le palonnier pour maintenir le cap désiré. La panne du moteur gauche sera donc plus préjudiciable que celle du moteur droit, et le gauche sera par conséquent considéré comme critique.
Il importe de rappeler que cet exemple s’applique aux moteurs dont l’hélice tourne en sens horaire (sens des aiguilles d'une montre). Sur les avions dont les hélices tournent en sens anti-horaire (inverse des aiguilles d’une montre) le moteur critique est le moteur droit.
Aucun moteur n'est critique sur les avions équipés d'hélices contra-rotatives si le moteur gauche tourne sens horaire mais ils le sont tous les deux (donc aucun n'est plus "critique" que l'autre d'un point de vue aérodynamique) si c'est le moteur droit qui tourne sens horaire. C'est donc la perte des servitudes (hydrauliques, pneumatiques et électriques) qui va rendre la panne d'un moteur plus pénalisante que celle de l'autre.

### Portance asymétrique
La portance résulte des différentes vitesses d’écoulement de l’air par le dessus et par le dessous de l’aile (voir aussi intrados et extrados). Sur les avions dont les moteurs sont montés en avant de l’aile, le flux généré par la rotation de l’hélice accélère l’écoulement sur la portion de l’aile située en aval, derrière le moteur. Ceci génère par conséquent une plus grande portance dans cette zone.  Du fait de l’effet du facteur P, le point de portance maximale de l’aile droite sera plus éloigné du CdG que celui de l’aile gauche. La panne d’un quelconque moteur provoquera un couple de roulis positif en direction du côté du moteur en panne mais la panne du moteur gauche sera plus pénalisante. Là aussi, le moteur gauche est considéré comme critique (toujours pour un moteur dont les hélices tournent en sens horaire)

## Criticité autre qu’aérodynamique
Sur certains appareils, les circuits hydrauliques, pneumatiques ou électriques sont alimentés par l’un des deux moteurs. La panne de ce moteur serait critique quant au fonctionnement de ces systèmes.